# Ray of Light (album)
Ray of Light – siódmy album studyjny Madonny.
Płyta otrzymała między innymi 4 nagrody Grammy, w tym za najlepszy album popowy. W Polsce wydawnictwo także zostało uhonorowane Fryderykiem w kategorii Najlepszy Album Zagraniczny.
Album zapoczątkował okres współpracy Madonny z Williamem Ørbitem. Razem z nim piosenkarka wyprodukowała jeszcze utwór "Beautiful Stranger" z filmu Austin Powers – The Spy Who Shagged Me, piosenki "American Pie" i "Time Stood Still", które znalazły się na ścieżce dźwiękowej The Next Best Thing oraz część materiału na płytę Music.
Album jest jedną z najlepiej sprzedających się płyt lat 90. W Stanach Zjednoczonych sprzedano ponad 4 mln egzemplarzy a na całym świecie 16 mln.
W 2003 album został sklasyfikowany na 367. miejscu listy 500 albumów wszech czasów magazynu „Rolling Stone”.

## Lista utworów
| #   | Tytuł | Czas |
| --- | --- | ---- |
| 1.  | "Drowned World/Substitute for Love" Autor: Madonna Ciccone, William Wainwright, Rod McKuen, Anita Kerr, David Collins Producent: Madonna, William Ørbit | 5:09 |
| 2.  | "Swim" Autor: Madonna Ciccone, William Wainwright Producent: Madonna, William Ørbit                                                                     | 5:00 |
| 3.  | "Ray of Light" Autor: Madonna Ciccone, William Wainwright, Clive Muldoon, Dave Curtis, Christine Leach Producent: Madonna, William Ørbit                | 5:21 |
| 4.  | "Candy Perfume Girl" Autor: Madonna Ciccone, William Wainwright, Susannah Melvoin Producent: Madonna, William Ørbit                                     | 4:34 |
| 5.  | "Skin" Autor: Madonna Ciccone, Patrick Leonard Producent: Madonna, William Ørbit, Marius de Vries                                                       | 6:22 |
| 6.  | "Nothing Really Matters" Autor: Madonna Ciccone, Patrick Leonard Producent: Madonna, William Ørbit, Marius de Vries                                     | 4:27 |
| 7.  | "Sky Fits Heaven" Autor: Madonna Ciccone, Patrick Leonard Producent: Madonna, William Ørbit, Patrick Leonard                                            | 4:48 |
| 8.  | "Shanti/Ashtangi" Autor: Madonna Ciccone, William Wainwright Producent: Madonna, William Ørbit                                                          | 4:29 |
| 9.  | "Frozen" Autor: Madonna Ciccone, Patrick Leonard Producent: Madonna, William Ørbit, Patrick Leonard                                                     | 6:12 |
| 10. | "The Power of Good-Bye" Autor: Madonna Ciccone, Rick Nowels Producent: Madonna, William Ørbit, Patrick Leonard                                          | 4:10 |
| 11. | "To Have and Not to Hold" Autor: Madonna Ciccone, Rick Nowels Producent: Madonna, William Ørbit, Patrick Leonard                                        | 5:23 |
| 12. | "Little Star" Autor: Madonna Ciccone, Rick Nowels Producent: Madonna, Marius de Vries                                                                   | 5:18 |
| 13. | "Mer Girl" Autor: Madonna Ciccone, William Wainwright Producent: Madonna, William Ørbit                                                                 | 5:32 |

### Utwory bonusowe
|     | japońska płyta kompaktowa                                                                                 |      |
| #   | Tytuł | Czas |
| --- | --- | ---- |
| 14. | "Has to Be" Autor: Madonna Ciccone, William Wainwright, Patrick Leonard Producent: Madonna, William Ørbit | 5:15 |

## Twórcy
- Wokale, chórki – Madonna
- Chórki – Donna DeLory, Niki Haris
- Gitara – Marc Moreau
- Keyboard – Marius De Vries
- Instrumenty perkusyjne – Fergus Gerrand
- Programowanie partii perkusji – Steve Sidelnyk
- Flet – Pablo Cook
- Syntezator – William Orbit
- Aranżacja sekcji symczkowej – Craig Armstrong, Patrick Leonard

## Certyfikaty i sprzedaż
| Kraj              | Certyfikat          | Sprzedaż  | Najwyższa pozycja |
| ----------------- | ------------------- | --------- | ----------------- |
| Australia         | 3 x platynowa płyta | 210 000   | 1                 |
| Austria           | 2 x platynowa płyta | 100 000   | 2 (6 tygodni)     |
| Belgia            | platynowa płyta     | 50 000    | 1                 |
| Brazylia          | 3 x platynowa płyta | 850 000   | 1                 |
| Dania             | 2 x platynowa płyta | 200 000   | 1                 |
| Europa            | 7 x platynowa płyta | 7 000 000 | 1 (2 tygodnie)    |
| Finlandia         | platynowa płyta     | 51 000    | 1 (3 tygodnie)    |
| Francja           | 3 x platynowa płyta | 950 000   | 2 (7 tygodni)     |
| Hiszpania         | 3 x platynowa płyta | 300 000   | 1                 |
| Holandia          | 3 x platynowa płyta | 210 000   | 1                 |
| Irlandia          | 4 x platynowa płyta | 300 000   | 1                 |
| Izrael            | platynowa płyta     | 40 000    | 1                 |
| Japonia           | platynowa płyta     | 250,000   | 7                 |
| Kanada            | 7 x platynowa płyta | 700 000   | 1                 |
| Meksyk            | platynowa płyta     | 300 000   | 1                 |
| Niemcy            | 5 x platynowa płyta | 1 600 000 | 1 (6 tygodni)     |
| Norwegia          | 2 x platynowa płyta | 100 000   | 1 (2 tygodnie)    |
| Nowa Zelandia     | platynowa płyta     | 22 500    | 12                |
| Portugalia        | platynowa płyta     | 60 000    | 1                 |
| Polska            | 2 x platynowa płyta | 230 000   | 1                 |
| Stany Zjednoczone | 4 x platynowa płyta | 4 400 000 | 2 (2 tygodnie)    |
| Szwajcaria        | 3 x platynowa płyta | 150 000   | 1 (7 tygodni)     |
| Szwecja           | 4 x platynowa płyta | 240 000   | 2 (4 tygodnie)    |
| Węgry             |                     |           | 1                 |
| Wielka Brytania   | 6 x platynowa płyta | 1 900 000 | 1 (2 tygodnie)    |
| Włochy            | 6 x platynowa płyta | 650 000   | 1 (3 tygodnie)    |

## Single
| #  | Tytuł                             | Data wydania  | [ 19 ] | Unia Europejska | [ 20 ] | Polska |
| -- | --------------------------------- | ------------- | ------ | --------------- | ------ | ------ |
| 1. | Frozen                            | luty 1998     | # 2    | # ?             | # 1    | # ?    |
| 2. | Ray of Light                      | kwiecień 1998 | # 5    | # ?             | # 2    | # ?    |
| 3. | Drowned World/Substitute for Love | sierpień 1998 | –      | # ?             | # 10   | # ?    |
| 4. | The Power of Good-Bye             | listopad 1998 | # 11   | # ?             | # 6    | # ?    |
| 5. | Nothing Really Matters            | marzec 1999   | # 93   | # ?             | # 7    | # ?    |